# Коктем (санаторий)
Санаторий «Коктем» (каз. Көктем) — санаторий, расположенный в предгорьях хребта Иле Алатау на высоте 1000—1100 метров над уровнем моря.

## Описание
Санаторий рассчитан на 400 мест для родителей с детьми 4—14 лет. Средние температуры января составляют −3,8°С, июля +20°С, за год выпадает до 780 миллиметров осадков.
Кабинеты в лечебных корпусах оснащены современным оборудованием, аппаратами УЗИ и ЭКГ, работают кабинеты диагностики, физиотерапии, иглоукалывания, микроволновой терапии, лазерного лечения, терапии су-джок, лечебной физкультуры, а также биохимическая лаборатия, массажный (точечный, вакуумный) и стоматологический кабинеты. В летнее время используют лечение солнечным лучом (гелиотерапия). Осуществляется широкий комплекс процедур: минеральные, вихревые и 4-камерные ванны, подводный душ-массаж, подводно-вертикальное вытяжение позвоночника, бассейн с минеральной водой, аэроионотерапия, спелеотерапия («солевая шахта») и т. д.
На территории санатория находятся два бассейна с минеральной водой, один бассейн снаружи, сауна с бассейном, русские бани, спортивный зал, кафе, бильярдная, косметический кабинет, библиотека и другое.

## История
В 1935 году согласно постановлению Алматинского городского совета был возведён дом отдыха Казпромсовета, который затем был перепрофилирован в санаторий «Коктем» в 1981 году. В 1990 году на территории найден подземный горячий источник. За годы работы «Коктем» несколько раз был удостоен звания лидера отрасли, а также был назван лучшим санаторием Республики Казахстан по организации научных исследований по решению Национальной Курортной Ассоциации Республики Казахстан.

## Минеральная вода
В санатории имеется собственный источник минеральной воды, открытый в 1990 году из глубинных водосных слоев (2350 метров). Вода лечебная, менее минерализованная, гипертермальная (42—44°С), азотно-щелочного и хлоридно-сульфатно-натриевого состава. Минеральная вода используется для лечения пищеварительной системы (хронический гастрит, холецистит), язвы желудка, лечения печени, мочегонной системы, хронического цистита и простатита.